# سانتیاگو مویانو
سانتیاگو مویانو (انگلیسی: Santiago Moyano؛ زادهٔ ۲۳ سپتامبر ۱۹۹۷) بازیکن فوتبال اهل آرژانتین است.